# كنيسة القديس أندرو (طنجة)
كنيسة القديس أندرو (شارع أنجلترا 50 سوككو، طنجة، المغرب) هي كنيسة أنجليكانية شُيدت سنة 1905.

## التاريخ
تبرُع السلطان الحسن الأول بن محمد سنة 1880 بقطعة أرضية لبناء كنيسة أنجليكانية صغيرة بمدينة طنجة. بعد بناء الكنيسة تبين أنها لا تكفي لعدد المصلين الوافدين، بُنيت كنيسة من جديد سنة 1894 حيث حملت اسم كنيسة القديس أندرو.
من بين الأشخاص الذين تم دفنهم بمقبرة الكنيسة هي إيملي كييان (بالإنجليزية: Emily Keene)؛ و هي أول من أدخل التلقيح إلى المملكة المغربية.

## الهندسة المعمارية
تستوحي كنيسة القديس أندرو عناصرها المعمارية والزخرفية من الطراز العربي الإسلامي. فقد بني برج الأجراس على شاكلة صوامع المساجد المغربية حيث يقدم تصميما مربعا مزينا في قاعدته بالزليج والجبص. أقواس الأبواب والنوافذ دائرية أو مكسورة في حين صنع إفريز الباب الرئيسي من الخشب المزخرف في الداخل. تتحدد الأروقة بواسطة أعمدة مزدوجة من الرخام؛ ويتم الولوج إلى خورس الكنيسة بواسطة عقد متجاوز مزخرف في جزئه العلوي بأشكال نباتية يؤطرها شريط من الكتابة الكوفية تمثل نصا من الإنجيل.
تمت تغطية الكنيسة بالقرميد الأخضر وألبس سقفها بالخشب المصبوغ. وقد زينت الحجرة المتواجدة وراء المذبح بتخريم من الجص كتب عليه شعار النصريين: «لا ناصر إلا الله».

## مدافن بارزة
يوجد في ساحة الكنيسة قبور عدد من الشخصيات البارزة:
- السير هاري ماكلين (1848-1920) جندي وقائد الجيش المغربي.[7]
- بول لوند (1915-1966)سب، رجل عصابات بريطاني وصديق ويليام بوروز.[8]
- والتر بيرتون هاريس (1866-1933) دبلوماسي وصحفي ومؤلف بريطاني.[5]
- كلير دي ميناس وزوجها الثاني القائد روي هويل آر إن. كانت كلود ماري فينسندونسب، ابنتها من زواجها الأولسب، الزوجة الثالثة للورانس دوريل.[9]
- كريستوفر جيبس (1938-2018) تاجر وجامع تحفسب، له الفضل في اختراع لندن المتأرجحة.[10]

## وصلات خارجية
- planetware.com/tangier
- كنيسة القديس أندرو من موقع قنطرة